# 馬拉耶爾

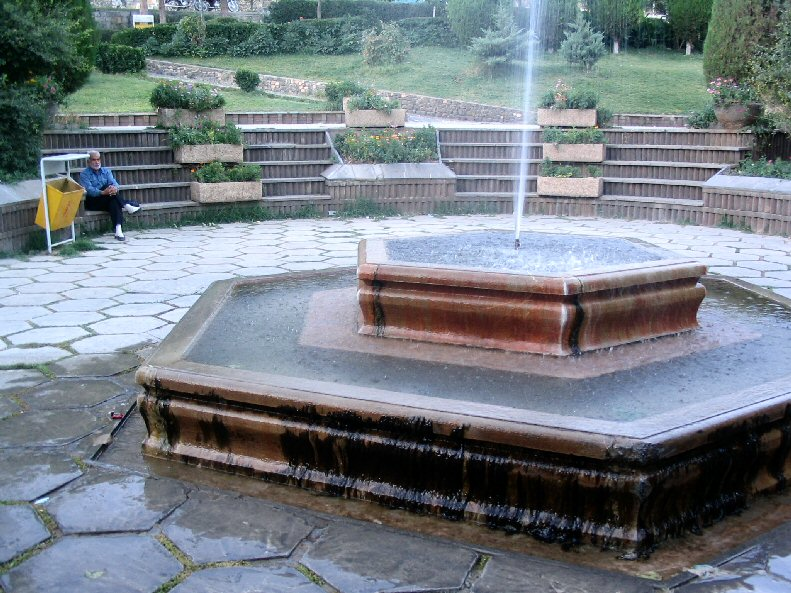

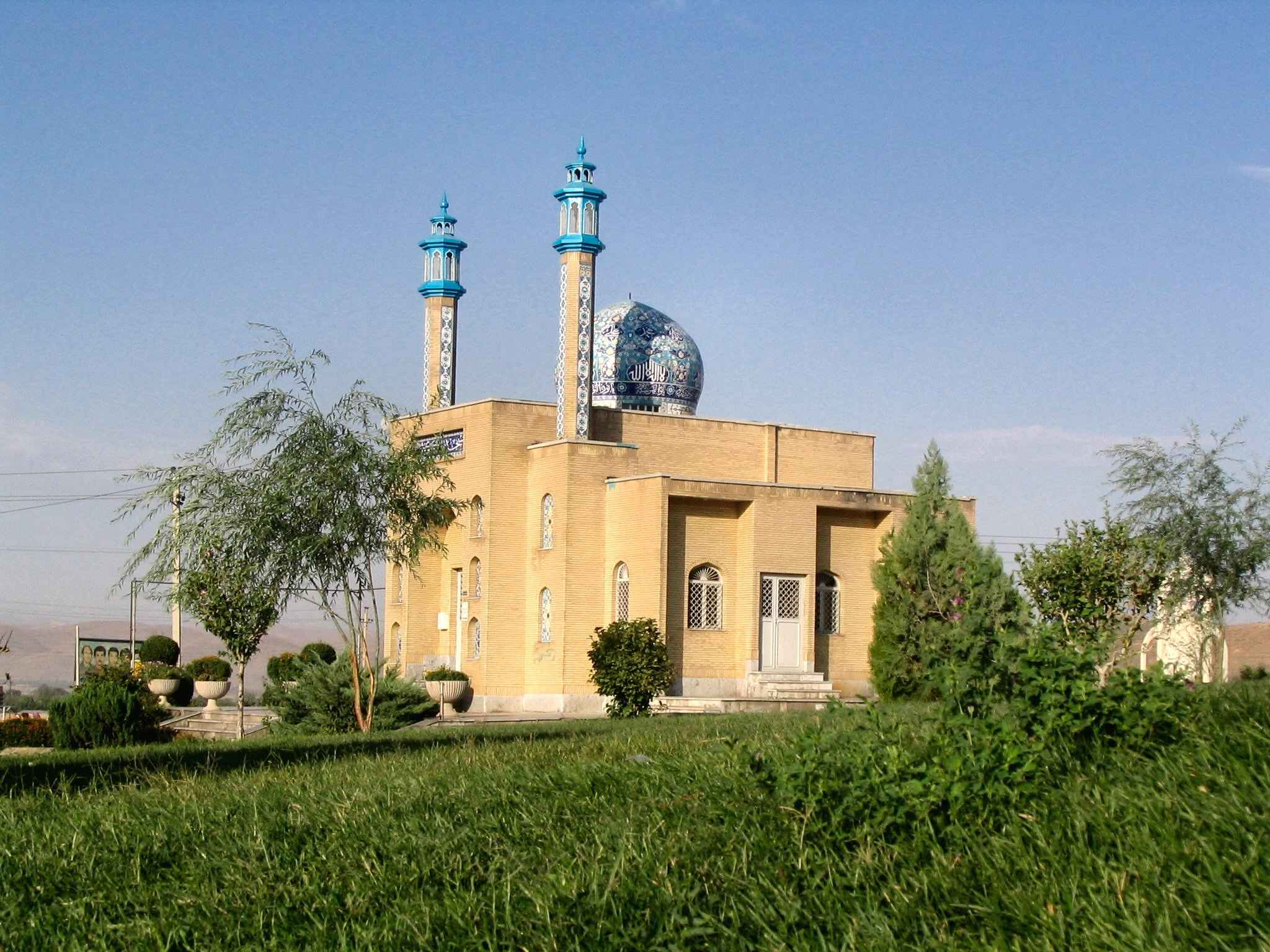

馬拉耶爾是伊朗的城市，位於該國西北部，由哈馬丹省負責管轄，距離首都德黑蘭380公里，海拔高度1,725米，每年平均降雨量約300毫米，主要經濟活動是農業和編織地氈，2006年人口153,748。